# ۲۱۲ (قمری)
۲۱۲ (قمری)، دویست و دوازدهمین سال در گاهشماری هجری قمری است. اول محرم این سال برابر با ششم آوریل سال ۸۲۷ میلادی است.

## زادگان
- ۱۵ ذیحجه: علی النقی امام دهم شیعیان.